# Young Patriots Organization
La Young Patriots Organization (abbreviato in YPO; lett. "Organizzazione dei Giovani Patrioti") è stata un'organizzazione americana di sinistra composta per lo più da bianchi del Sud provenienti da Uptown, Chicago. Nata nel 1968 ed attiva fino al 1973, l'organizzazione era stata concepita per sostenere i giovani immigrati bianchi della regione degli Appalachi che vivevano in condizioni di estrema povertà e discriminazione. L'organizzazione promuoveva la cultura del Sud e utilizzava come simbolo la bandiera confederata. Insieme alle Pantere Nere dell'Illinois ed agli Young Lords, la Young Patriots Organization formò la Rainbow Coalition, un gruppo di organizzazioni alleate ma razzialmente distinte, ognuna delle quali si concentrava sull'assistenza ai problemi di povertà e discriminazione della propria comunità locale, collaborando al contempo con obiettivi internazionalisti ed anticapitalisti.